# Giotto (nome)
Giotto  è un nome proprio di persona italiano maschile.

## Origine e diffusione

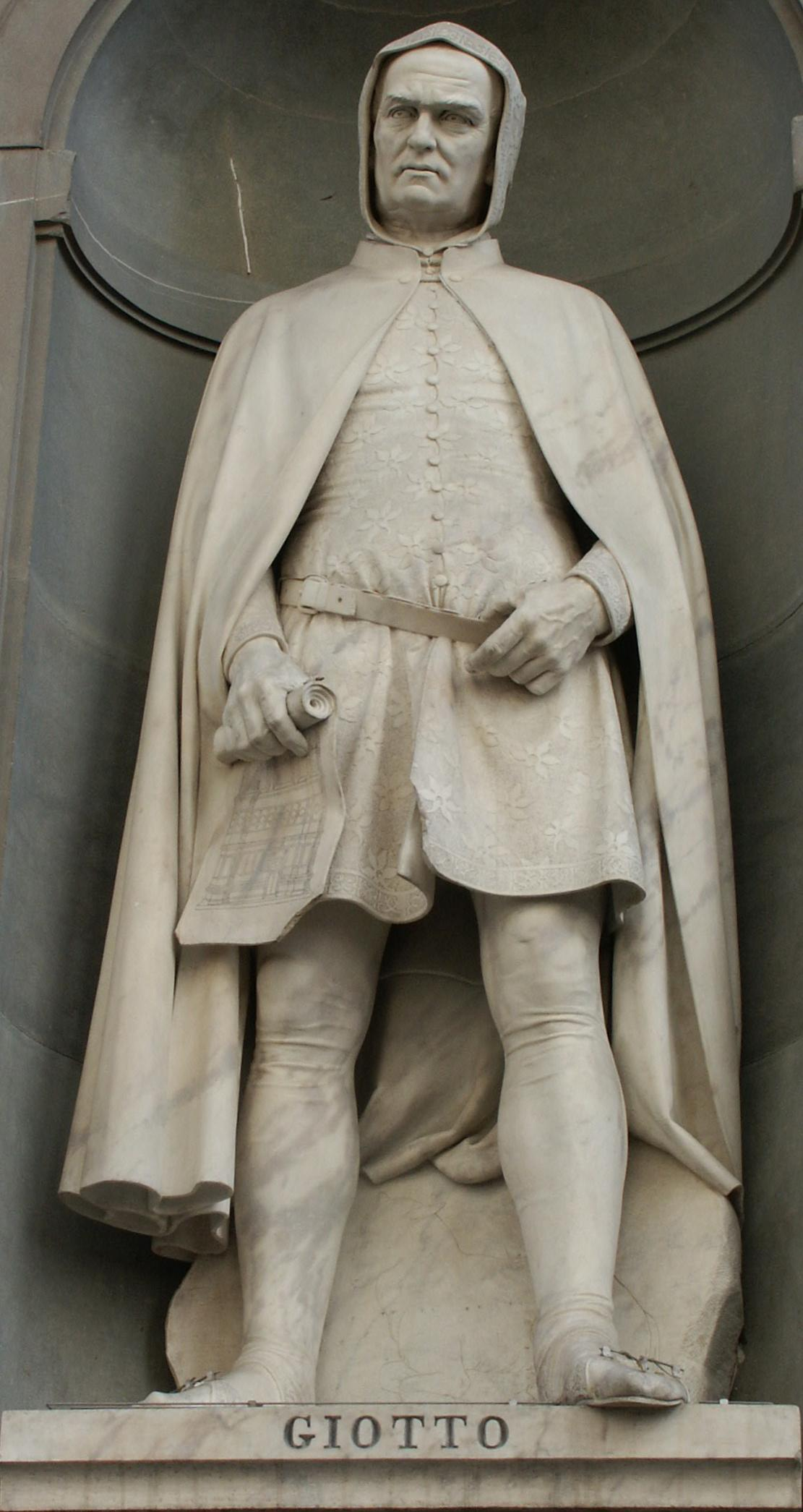
Statua di Giotto agli Uffizi di Firenze

Si tratta di un ipocoristico già medievale di forme a loro volta diminutive di altri nomi, come Ambrogiotto e Angiolotto; è divenuto noto principalmente grazie al celebre pittore Giotto di Bondone.
Il suo uso in Italia è assai scarso; negli anni Settanta, si contavano del nome circa ottocento occorrenze, di cui tre quinti in Toscana e le altre disperse al Nord.

## Onomastico
Il nome è adespota, non essendovi santi che lo abbiano portato; l'onomastico può essere eventualmente festeggiato il 1º novembre per la ricorrenza di Ognissanti, o lo stesso giorno di uno dei nomi di cui costituisce un'abbreviazione.

## Persone
- Giotto di Bondone, pittore e architetto italiano
- Giotto Bizzarrini, ingegnere, designer e imprenditore italiano
- Giotto Ciardi, militare italiano
- Giotto Dainelli Dolfi, geografo e geologo italiano
- Giotto Giannoni, ceramista, artista, scultore e pittore italiano
- Giotto Maraghini, ammiraglio italiano
- Giotto Stoppino, architetto e designer italiano
- Giotto Tempestini, attore italiano
- Giotto Ulivi, presbitero e apicoltore italiano